# Rivière Cachée (rivière Saint-Maurice)
Pour les articles homonymes, voir Rivière Cachée.
La rivière Cachée est un affluent de la rivière Saint-Maurice, coulant sur la rive nord du fleuve Saint-Laurent, entièrement dans Notre-Dame-du-Mont-Carmel (Municipalité de paroisse), dans la municipalité régionale de comté (MRC) Les Chenaux, dans la région administrative de la Mauricie, dans la province de Québec, au Canada.
Le cours de la rivière Cachée descend surtout en zone forestière, en passant du côté ouest du village de Notre-Dame-du-Mont-Carmel.

## Géographie
La rivière Cachée prend sa source à l’embouchure du lac Valmont (longueur : 0,7 km ; altitude : 122 m). Ce lac est localisé dans la partie sud de la tourbière du Lac-à-la-Tortue, qui s’étend dans le secteur de Shawinigan-Sud, du Lac-à-la-Tortue et Saint-Narcisse. Cette source se situe à :
- 4,1 km au nord de Notre-Dame-du-Mont-Carmel (Municipalité de paroisse)
- 8,7 km à l'est du centre-ville de Shawinigan-Sud ;
- 10,0 km au sud-est du centre du village de Saint-Narcisse.

À partir de sa source, la rivière Cachée coule sur 17,6 km, selon les segments suivants :
- 3,7 km vers le sud-ouest, en coupant le chemin du rang Saint-Louis, jusqu’au pont de la route Lamothe ;
- 2,6 km vers le sud-ouest, jusqu’au pont du chemin du rang Saint-Louis ;
- 2,9 km (ou 1,8 km en ligne directe) vers le sud, en coupant la route 157 et en serpentant jusqu’au pont de la route des Vétérans ;
- 8,4 km (ou 4,1 km en ligne directe) vers le sud-ouest, en serpentant jusqu’à sa confluence[2].

La rivière Cachée se déverse sur la rive est de la rivière Saint-Maurice en amont du barrage La Gabelle. La confluence de la rivière Cachée est située en amont du barrage La Gabelle à :
- 0,8 km en amont du barrage de La Gabelle ;
- 2,2 km au sud-est du pont ferroviaire enjambant la rivière Saint-Maurice.

## Toponymie
La sinuosité de son cours au fonds d'une coulée dans la partie inférieure explique le caractère cachée de la rivière. La Côte Cachée de l'ancien segment de route reliant Shawinigan-Sud et le Cap-de-la-Madeleine comportait des courbes au fond de la coulée qui provoquaient jadis plusieurs accidents routiers.

## Photos

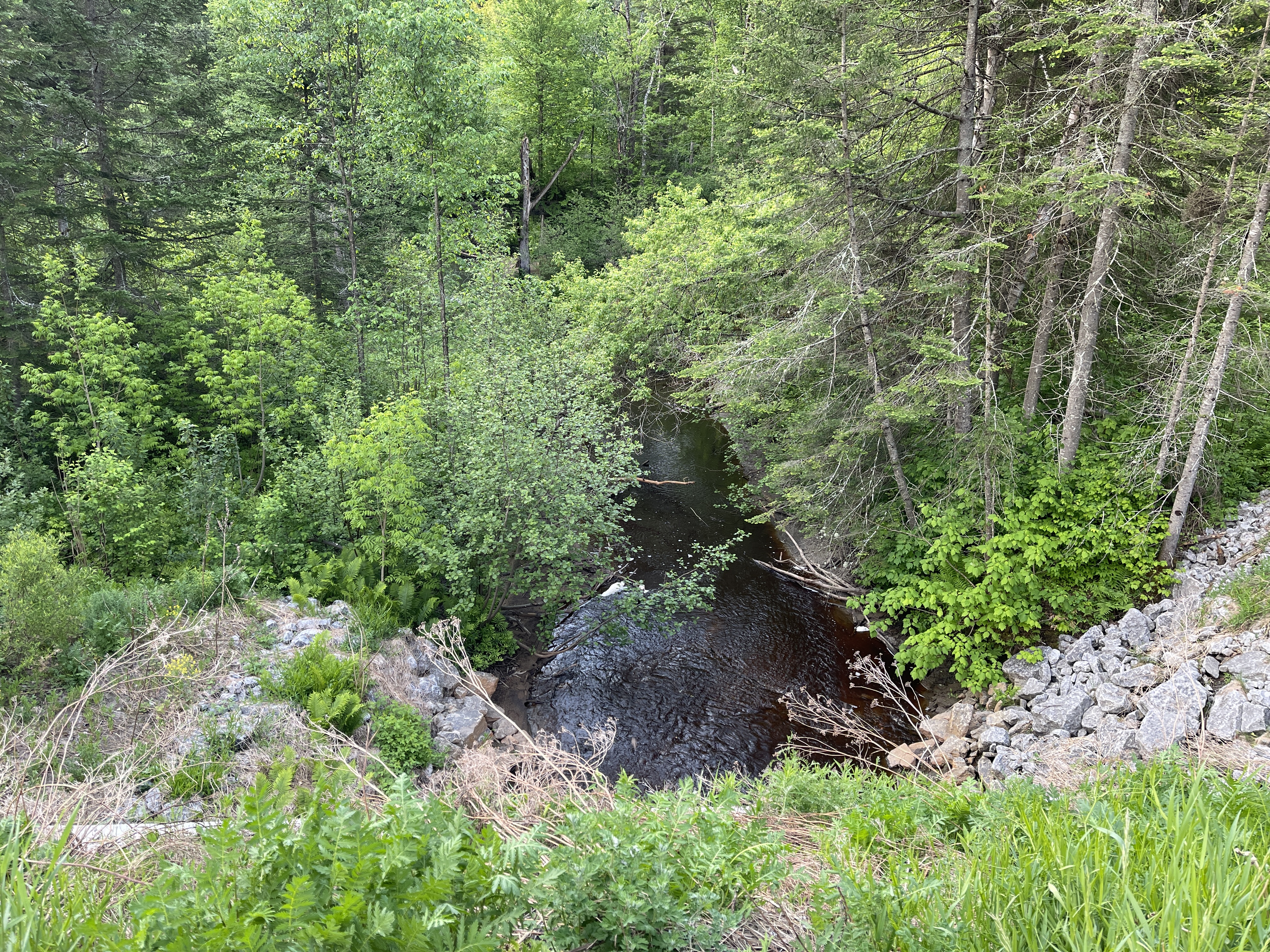
Du pont -01591, rang Saint-Louis
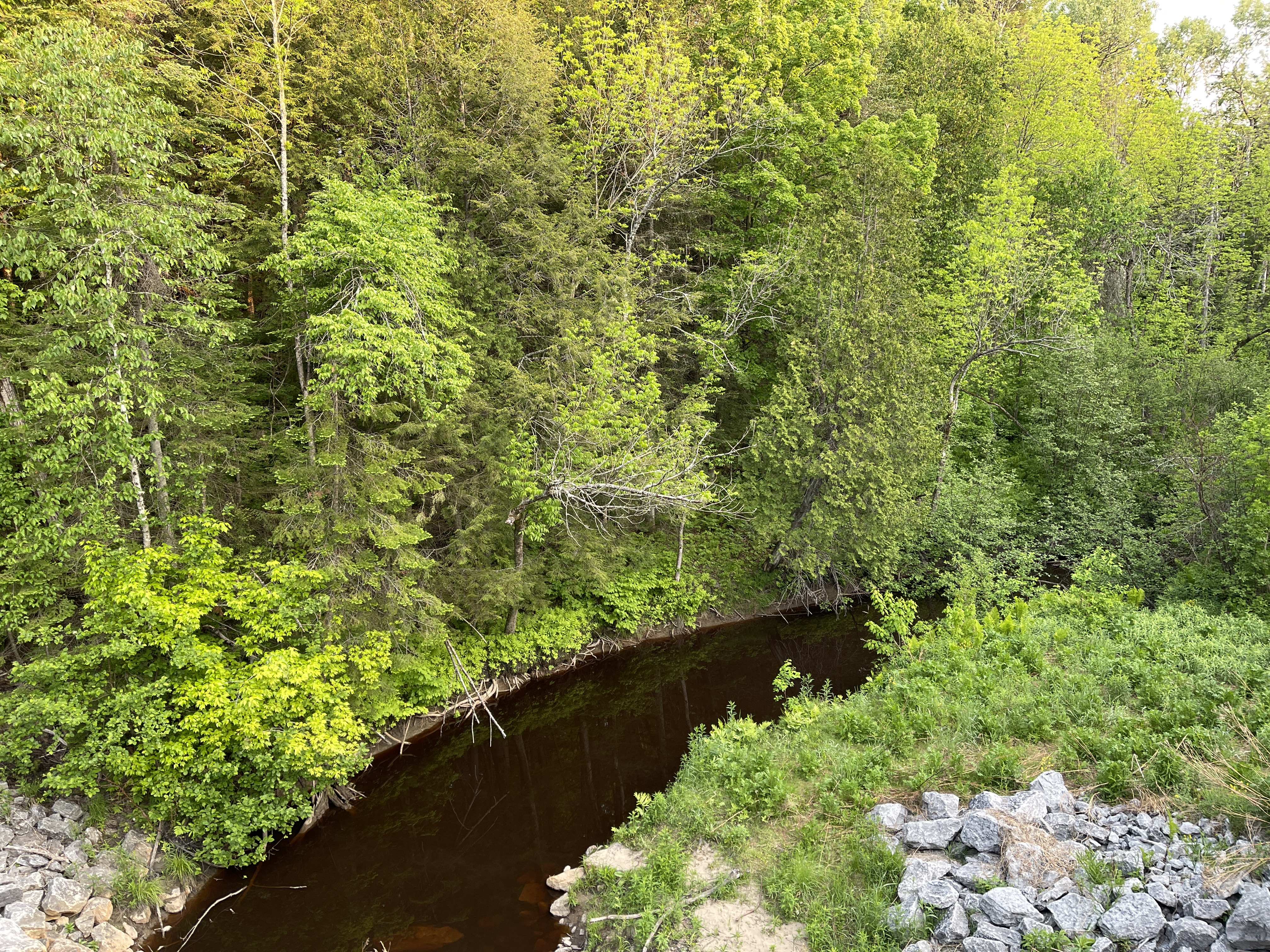
Du pont -01591, rang Saint-Louis[3],